# Dalgan (Verwaltungsbezirk)
Dalgan (persisch شهرستان دلگان) ist ein Schahrestan in der Provinz Sistan und Belutschistan im Iran. Er enthält die Stadt Dalgan, welche die Hauptstadt des Verwaltungsbezirks ist. 

## Demografie
Bei der Volkszählung 2016 betrug die Einwohnerzahl des Schahrestan 67.857. Die Alphabetisierung lag bei 70 Prozent der Bevölkerung. Knapp 15 Prozent der Bevölkerung lebten in urbanen Regionen.
| Zensusjahr | Einwohnerzahl |
| ---------- | ------------- |
| 2011       | 62.813        |
| 2016       | 67.857        |